# Lepanthes comadresina
Lepanthes comadresina är en orkidéart som beskrevs av Carlyle August Luer. Lepanthes comadresina ingår i släktet Lepanthes och familjen orkidéer.
Artens utbredningsområde är Kuba. Inga underarter finns listade i Catalogue of Life.